# Максимово (станция, Сафоновский район)
Макси́мово  — посёлок при станции в Смоленской области России, в Сафоновском районе. Входит в состав Пушкинского сельского поселения. Население — 4 жителя (2007 год).

## История
В годы Великой Отечественной войны деревня была оккупирована гитлеровскими войсками в сентябре 1941 года, освобождена в 1943 году.

## География
Расположен в центральной части области в 5 км к юго-востоку от города Сафонова

## Население
| 2007 |
| ---- |
| 4    |

## Транспорт
В 2 км южнее проходит автодорога М1 «Беларусь», на берегу реки Каменка. Севернее от деревни железнодорожная станция Максимово на линии Москва — Минск.